# Orthopsyche
Orthopsyche är ett släkte av nattsländor. Orthopsyche ingår i familjen ryssjenattsländor.
Kladogram enligt Catalogue of Life:
| Orthopsyche | \| \| Orthopsyche fimbriata \| \| \| \| \| \| Orthopsyche thomasi \| \| \| \| |
|             | \| \| Orthopsyche fimbriata \| \| \| \| \| \| Orthopsyche thomasi \| \| \| \| |
|             | Orthopsyche fimbriata                                                         |
|             |                                                                               |
|             | Orthopsyche thomasi                                                           |
|             |                                                                               |